# Jean François Bijleveld (1794-1875)
Jean François Bijleveld, heer van Serooskerke (Middelburg, 8 november 1794 – Velp, 15 juni 1875) was een Nederlands politicus.

## Leven en werk
Bijleveld was een zoon van de Middelburgse burgemeester Cornelis Gerrit Bijleveld en Cornelia Christoffelina Anne van Goethem. Hij studeerde rechten aan de Hogeschool Leiden, waar hij in 1814 promoveerde. Hij was lid van Provinciale Staten van Zeeland van 1823 tot 1850, met een onderbreking van 1845 tot 1849 toen hij Tweede Kamerlid was. Daarna werd hij actief in de gemeentepolitiek van Middelburg. In 1851 werd hij raadslid en wethouder van Middelburg en in 1856 werd hij als wethouder waarnemend burgemeester. In 1859 werd hij evenals zijn vader burgemeester van deze stad. Bijleveld was Ridder in de Orde van de Nederlandse Leeuw en Commandeur in de Orde van de Eikenkroon.
Bijleveld trouwde op 27 april 1820 met 1821 met Adriana Maria Versluys, dochter van Marinus Emanuel Cornelis Versluys. Zijn broer François Pierre was burgemeester van Nijmegen.

## Rode Kruis Zeeland
Bijleveld was in 1869 een van de oprichters van de eerste plaatselijke afdeling van het Rode Kruis in de provincie Zeeland.
- Biografisch Portaal: 67702869
- Parlement.com: vg09llrg4vzj